# Anna Prizkau
Anna Prizkau  (* 1986 in Moskau) ist eine deutsche Schriftstellerin und Journalistin.

## Leben
Anna Prizkau kam 1994 mit ihrer Familie nach Deutschland. Sie studierte in Hamburg und Berlin. Seit 2012 schreibt sie als freie Autorin für das Feuilleton der Frankfurter Allgemeinen Sonntagszeitung (F.A.S.) in Berlin über Ausländer, über Deutschland und andere Länder und über Literatur. Seit 2016 ist sie Redakteurin der F.A.S.
2021 las sie auf Einladung von Philipp Tingler beim Ingeborg-Bachmann-Preis 2021 den Text Frauen im Sanatorium. Sie war 2022 Mitgründerin des PEN Berlin, aus dem sie im November 2023 wieder austrat.
Prizkau lebt in Berlin. Sie ist mit dem Schriftsteller Maxim Biller liiert.

## Werke (Auswahl)
- Boss. Erzählung. In: Sagte Sie. 17 Erzählungen über Sex und Macht, Hanser Berlin, Berlin 2018, ISBN 978-3-446-26074-0.
- Fast ein neues Leben. Erzählungen. Matthes und Seitz, Berlin 2020, ISBN 978-3-7518-0600-8.[6]
- Frauen im Sanatorium. Roman, Rowohlt, Hamburg 2025, ISBN 978-3-498-00732-4.

## Auszeichnungen (Auswahl)
- 2021: Literaturpreis der Landeshauptstadt Hannover für Fast ein neues Leben[7]